# Wiktor Iwanowitsch Ischajew

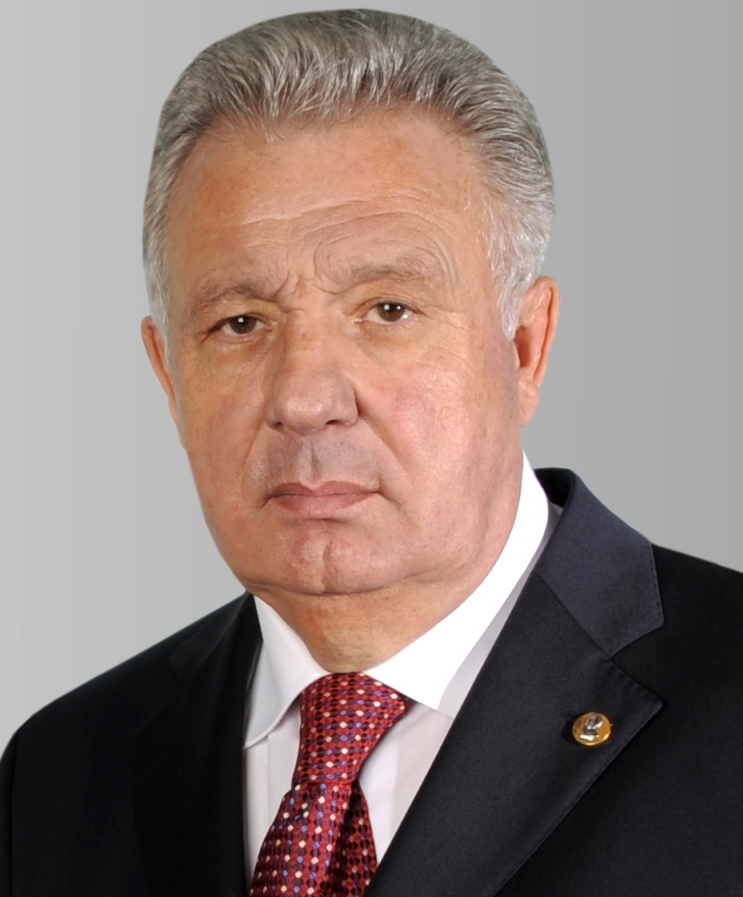
Wiktor Iwanowitsch Ischajew

Wiktor Iwanowitsch Ischajew (russisch Виктор Иванович Ишаев; * 16. April 1948 in Sergejewka, Rajon Anschero-Sudschensk (heute zu Rajon Jaja), Oblast Kemerowo) ist ein russischer Politiker. Er bekleidet den Rang eines Wirklichen Staatsrats 1. Klasse der Russischen Föderation.

## Leben
Ischajew absolvierte 1979 ein Fernstudium am Nowosibirsker Institut für Wassertransporttechnik (heute Sibirische Staatliche Universität für Wassertransport). Zwischen 1979 und 1988 war er auf der Werft von Chabarowsk tätig. Hier stieg er mit der Zeit vom Leiter der Planungs- und Versandabteilung zum stellvertretenden Direktor auf.
Im Oktober 1991 wurde Ischajew zum ersten Verwaltungsoberhaupt der Region Chabarowsk ernannt und bekleidete dieses Amt über 17 Jahre lang (seit 2001 lautete seine Amtsbezeichnung "Gouverneur"). Im April 2009 ernannte ihn der russische Präsident Dmitri Medwedew zu seinem Bevollmächtigten im Föderationskreis Ferner Osten. Als Gouverneur der Region Chabarowsk folgte ihm Wjatscheslaw Schport nach. Im Mai 2012 wurde Ischajew zusätzlich zu seinem Amt des Bevollmächtigten des Präsidenten die Leitung des neu eingerichteten Ministeriums für Entwicklung des Fernen Ostens übertragen. Im August 2013 wurde er aus beiden Ämtern entlassen. Sein Nachfolger als Bevollmächtigter des Präsidenten wurde Juri Trutnew, der außerdem Vize-Ministerpräsident wurde.
Seit 2003 war Ischajew korrespondierendes Mitglied der Russischen Akademie der Wissenschaften, 2008 wurde er zum Vollmitglied gewählt.
Vom 2. Juni 2009 bis zum 10. September 2013 war Ischajew Mitglied des Sicherheitsrats der Russischen Föderation.
Zwischen 2013 und 2018 fungierte er als Berater des Präsidenten von Rosneft für die Koordinierung von Projekten im Fernen Osten.

## Strafverfahren
Am 28. März 2019 wurde Ischajew von den Strafverfolgungsbehörden Russland festgenommen. Er wurde der betrügerischen Veruntreuung von Geldern während seiner Tätigkeit bei Rosneft beschuldigt. Am 17. Februar 2021 befand ein Moskauer Bezirksgericht Ischajew wegen der Veruntreuung von 7,5 Millionen Rubel (ca. 75.000 Euro) für schuldig und verurteilte ihn zu fünf Jahren auf Bewährung.